# Heinrich Ludwig Planck
Heinrich Ludwig Planck (geb. 19. Juli 1785 in Göttingen; gest. 23. September 1831) war ein deutscher evangelisch-lutherischer Theologe.
Sein Vater war Gottlieb Jakob Planck und sein Zwillingsbruder war Georg Wilhelm Planck, Oberappellationsrath in Celle, dazu hatte er je zwei weitere Brüder und Schwestern.
Er bekam Privatunterricht im Elternhaus bis zu seiner Konfirmation 1801. Bis Ostern 1803 besuchte er das Gymnasium in Göttingen. Dann studierte er an der Universität Göttingen Theologie. 1806 bekam er eine Stelle an dieser Universität und hielt Vorlesungen. In demselben Jahr wurde er in der philosophischen Fakultät promoviert. 1807 schrieb er seine Dissertation über die Medea und die übrigen Fragmente des Ennius. 1809 war er Privatdozent an der philosophischen Fakultät. 1810 wurde er zum außerordentlichen Professor der Theologie ernannt. Er arbeitete vorwiegend zu Ergebnissen und Kritik des Neuen Testaments. 1815 gab ihm die theologische Fakultät das Ehrendiplom eines Doktors der Theologie. 1823 ernannte ihn die Regierung zum ordentlichen Professor der Theologie.
Seit 1806 litt er an Epilepsie. Er verstarb wahrscheinlich durch einen hinzugekommenen Schlagfluss.
Sein Sohn war der Rechtswissenschaftler Wilhelm von Planck, sein Neffe der Richter und Politiker Gottlieb Planck. Einer seiner Enkel war der Physiker Max Planck.

## Schriften (Auswahl)
- De principiis et causis interpretationis Philonianae allegoricae. 1806.
- Bemerkungen über den ersten Paulinischen Brief an Timotheus. 1808.
- De vera natura atque indole orationis Graecae N. T. 1810.
- Kurzer Abriss der philosophischen Religionslehre. 1821.